# Jacques Vanden Abeele
Jacques Vanden Abeele (Gent, 5 augustus 1931 - Sherbrooke, 31 mei 2018) was een Belgisch atleet die gespecialiseerd was in het hordelopen. Hij werd tweemaal Belgisch kampioen.

## Biografie
In 1953 werd Vanden Abeele Belgisch kampioen op de 400 m horden. Het jaar nadien veroverde hij de titel op de 200 m horden. Hij was aangesloten bij AA Gent. Nadien was hij actief als master en werd hij in 1984 in zijn leeftijdsklasse Pan-Amerikaans kampioen op de 400 m horden.
Vanden Abeele studeerde geneeskunde aan de Rijksuniversiteit Gent. Hij werd hoogleraar aan de Université de Sherbrooke in het Canadese Sherbrooke.

## Belgische kampioenschappen
| Onderdeel    | Jaar |
| ------------ | ---- |
| 200 m horden | 1954 |
| 400 m horden | 1953 |

## Persoonlijk record
| Onderdeel    | Prestatie | Datum | Plaats |
| ------------ | --------- | ----- | ------ |
| 400 m horden | 54,0 s    |       |        |

## Palmares

### 200 m horden
- 1954:  BK AC

### 400 m horden
- 1953:  BK AC - 54,9 s

### 4 x 400 m
- 1953:  World Student Games (pre-Universiade) in Dortmund - 3.19,3